# Граждански избор
Граждански избор (на италиански: Scelta Civica) е центристка либерална политическа партия в Италия.
Тя е основана от министър-председателя Марио Монти в началото на 2013 година, в навечерието на парламентарните избори, и се обявява за продължаване на политиката на неговото правителство. Тя става основа на коалицията С Монти за Италия, която получава 11% от гласовете.